# 1802
1802 (MDCCCII) fue un año común comenzado en viernes según el calendario gregoriano.

## Acontecimientos

### Marzo
- 25 de marzo - Tratado de Amiéns entre España, Francia e Inglaterra. España permuta con Inglaterra Trinidad (actual Trinidad y Tobago) por Menorca.

### Abril
- 30 de abril - Se rompe la presa de Puentes II (Lorca, España) causando 608 muertos.

### Mayo
- 26 de mayo - Madrid se casan Simón Bolívar y María Teresa Rodríguez del Toro y Alayza.

### Junio
- 12 de junio - Se crea la Real Casa de Moneda de Caracas, precursora de la Casa de la Moneda de Venezuela.

### Julio
- 24 de julio - Nace Alejandro Dumas en Villers-Cotterêts, Francia.

### Octubre
- 26 de octubre - Un fuerte terremoto de 7.9 sacude el distrito rumano de Vrancea destruyendo cientos de edificios, produciendo deslizamientos de tierra y causando la muerte de 4 personas. Este terremoto es considerado como uno de los más fuertes que han sacudido Europa.

### Fechas desconocidas
- William Symington construye el primer barco de vapor funcional, el Charlotte Dundas.

## Ciencia y tecnología
- El antropólogo francés Franz Joseph Gall; crea la frenología, pseudociencia precursora de la neuropsicología

## Nacimientos

### Enero
- 21 de enero: Adolphe Monod, sacerdote protestante francés (f. 1856).

### Febrero
- 6 de febrero: Charles Wheatstone, científico e inventor británico. (f. 1875).
- 16 de febrero: Rómulo Díaz de la Vega, militar de carrera y político mexicano (f. 1877).
- 23 de febrero: Andrés Borrego, político y periodista español. (f. 1891).
- 26 de febrero: Victor Hugo, escritor francés (f. 1885)

### Marzo
- 3 de marzo: Adolphe Nourrit, tenor francés (f. 1839).

### Abril
- 27 de abril: Louis Niedermeyer, compositor y profesor franco-suizo (f. 1861).

### Mayo
- 2 de mayo: Heinrich Magnus, físico y químico alemán (f. 1870).
- 4 de mayo: Laureano Pineda, político nicaragüense, director supremo en dos oportunidades (f. 1853).

### Julio
- 24 de julio: Alejandro Dumas, escritor francés (f. 1870).
- 31 de julio: Ignacio Domeyko, científico lituano-chileno (f. 1889).

### Agosto
- 5 de agosto: Niels Henrik Abel, matemático noruego (f. 1829).

### Septiembre
- 19 de septiembre: Lajos Kossuth, político húngaro (f. 1894).

### Octubre
- 26 de octubre: Miguel I de Portugal, rey portugués (f. 1866).

### Noviembre
- 24 de noviembre : Julio Nicolás José Fonrouge de Lesseps, marino francés, Coronel Graduado de Marina (f.1876).

### Diciembre
- 3 de diciembre: Constantin Guys, pintor neerlandés (f. 1892).
- 15 de diciembre: János Bolyai, matemático húngaro (f. 1860).

### Fechas desconocidas
- Elias Boudinot, periodista y político cheroqui (f. 1839).

## Fallecimientos

### Mayo
- 28 de mayo: Louis Delgrès, militar antillano (n. 1766)

### Junio
- 20 de junio: Gaetano Gandolfi, pintor italiano (n. 1734)

### Julio
- 23 de julio: Duquesa de Alba, aristócrata española. (n. 1762)

### Octubre
- 6 de octubre: Carlos Manuel IV de Cerdeña, rey de Cerdeña (n. 1751)
- 27 de octubre: Johann Gottlieb Georgi, químico, geógrafo y naturalista alemán (n. 1729)

### Noviembre
- 9 de noviembre: Thomas Girtin, pintor inglés (n. 1775)